# Національний ботанічний сад імені М. М. Гришка НАН України
Націона́льний ботані́чний сад і́мені М. М. Гришка́ НАН України — науково-дослідна установа для проєктування і створення нових ботанічних садів і парків, розробки наукових основ охорони біорізноманіття, озеленення та фітодизайну підприємств і організацій, а також інших напрямків теоретичної та прикладної ботаніки.
Ботанічний сад входить до природно-заповідного фонду України та є об'єктом комплексної охорони, належить до земель природного та історико-культурного призначення, які охороняються як національне надбання держави. Парк є пам'яткою садово-паркового мистецтва загальнодержавного значення.
Одним із головних завдань ботанічного саду є проведення досліджень у галузі охорони природи, створення бази для збереження генофонду рослин та біологічного різноманіття, а також просвітницька діяльність з питань екології та використання рослин.
За різноманітністю колекцій живих рослин, масштабами території, рівнем наукових досліджень займає одне з провідних місць серед найбільших ботанічних садів Європи. До складу ботанічного саду входить 8 наукових відділів. Унікальний колекційний фонд Національного ботанічного саду налічує близько 11180 таксонів, що належать до 220 родин та 1347 родів.
До території Національного ботанічного саду примикає територія Видубицького монастиря.

## Історія

### Ідея
Ідея створення ботанічного саду зародилася восени 1918 року, коли була створена Національна академія наук. Серед її установ значився і Ботанічний сад. Його наукові основи були розроблені працями всесвітньо відомого флориста, мандрівника і знавця ботанічних садів світу, одного з перших Президентів Академії наук України — Володимира Липського. Саме він обґрунтував ідею такого ботанічного саду, накреслив його структуру і напрямки діяльності, розробив детальний план будівництва. В той час планували створити Ботанічний сад на основі Голосіївського лісу і директором його мав бути Липський, але цей план не був реалізований. У 1928 році академік Липський переїхав до Одеси, де до кінця життя очолював Ботанічний сад Одеського університету.[джерело?]

### Заснування
Після від'їзду Липського до Одеси питання про будівництво нового ботанічного саду неодноразово порушував не менш відомий ботанік академік Олександр Фомін і з перенесенням столиці України з Харкова до Києва уряд восени 1935 року затвердив рішення Київради про будівництво ботанічного саду і відведення ділянки землі для цієї мети площею в 117 га на Звіринці — на місці знищеного вибухом у червні 1918 року звіринецького порохового складу.
Будівництво ботанічного саду розпочалося восени 1935 року. Невдовзі був затверджений план будівництва, який передбачав створення колекції дерев та чагарників (дендрарію), ботаніко-географічних ділянок, системи трав'янистих рослин, ділянок культурної флори та ділянок акліматизації нових корисних рослин з перспективою впровадження в різні галузі господарства.
У перші роки будівництва ботанічного саду на Звіринці його науковим консультантом був призначений В. Липський, а після його смерті наукове керівництво було доручено професору Київського лісотехнічного інституту Вальтеру Едуардовичу Шмідту, який обіймав посаду директора Ботанічного саду за сумісництвом.

### Перші роки існування
Після обрання директором Інституту ботаніки академіка Миколи Гришка, директором Ботанічного саду призначили Якова Климовича Гоцика, який мав досвід організаційної роботи. Саме він у доповідній записці на ім'я директора Інституту ботаніки та Президії Академії наук уперше поставив питання про надання Ботанічному саду статусу самостійної установи.
Здійснення проєкту натикалося на значні труднощі не тільки через неповне фінансування, але й через труднощі відселення приватних осіб та кількох організацій з 2/3 території майбутнього ботанічного саду. Та попри це до початку Німецько-радянської війни було зібрано близько 1050 видів рослин просто неба і майже 1000 таксонів оранжерейних рослин. Було збудовано окремий корпус для наукових лабораторій академіків Володимира Любименка, Миколи Холодного та Андрія Сапегіна (нині в цьому приміщенні працює відділ нових культур).[джерело?]
29 травня 1964 року ботанічний сад відкрили для відвідувачів.
За часів СРСР використовувалася назва «Центральний республіканський ботанічний сад АН УРСР».

## Наукові підрозділи
- Відділ природної флори
- Відділ дендрології та паркознавства
- Відділ нових культур
- Лабораторія медичної ботаніки
- Відділ акліматизації плодових рослин
- Відділ квітково-декоративних рослин
- Відділ тропічних і субтропічних рослин
- Відділ алелопатії
- Лабораторія біоіндикації та хемосистематики
- Відділ зеленого будівництва
- Гербарій (KWHA)
- Наукова бібліотека

## Колекції та експозиції

Квиток до Ботанічного саду, 2009 рік

Схема території:
1. Вид з альпійської гіркиЦентральний вхід

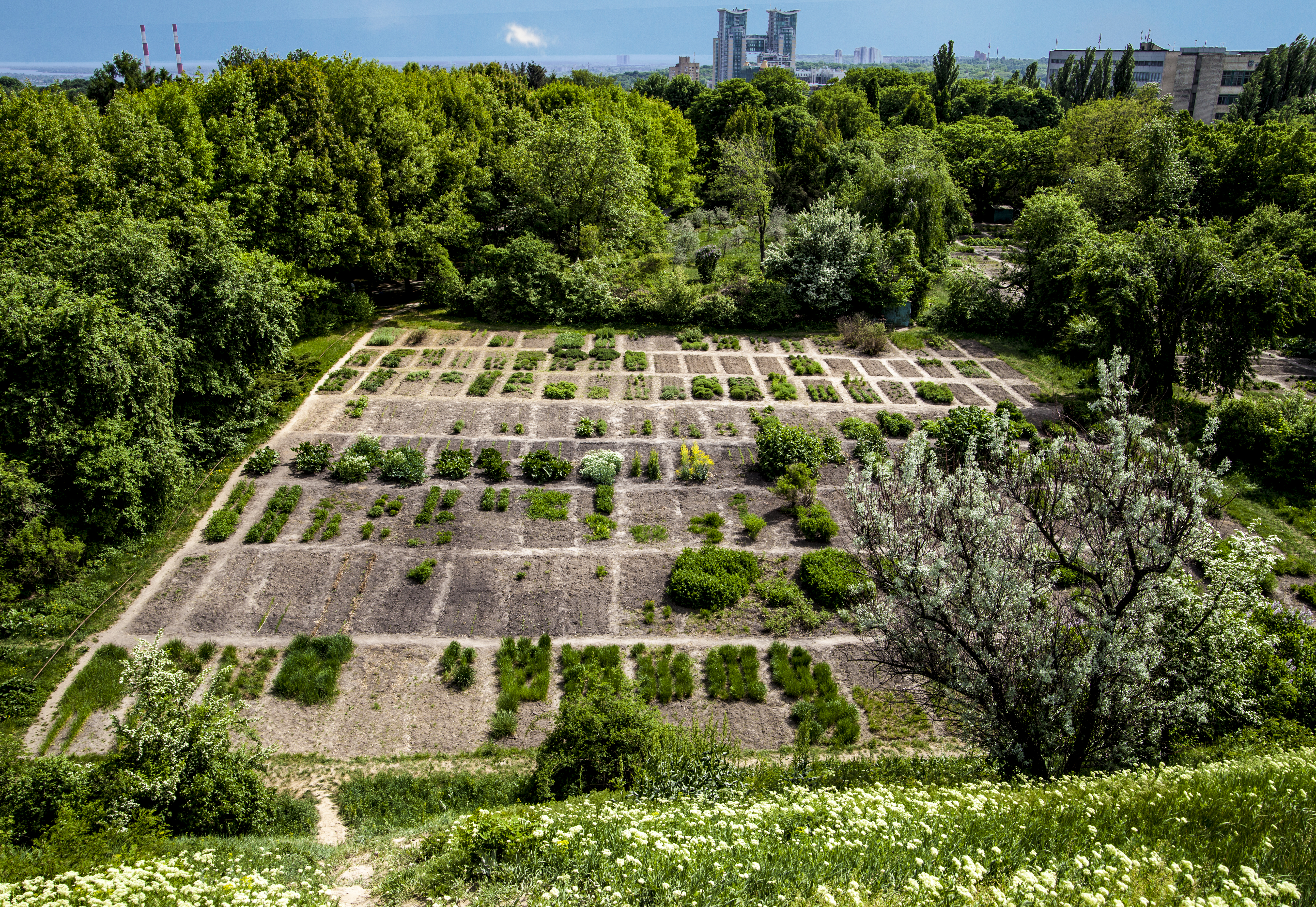
Вид з альпійської гірки

2. Головна площа, партер, меморіальний куточок М. М. Гришка
3. Сад ліан
4. Рідкісні рослини флори України
5. Госпподвір'я, адміністрація
6. «Середня Азія»
7. «Кавказ»
8. «Крим»
9. «Далекий Схід»
10. Плодові сади
11. «Пакленова діброва»
12. «Степи України»
13. «Алтай і Західний Сибір»
14. «Карпати»
15. Вид зі степового кургану«Грабова діброва»
16. «Букова діброва»
17. Сад магнолій

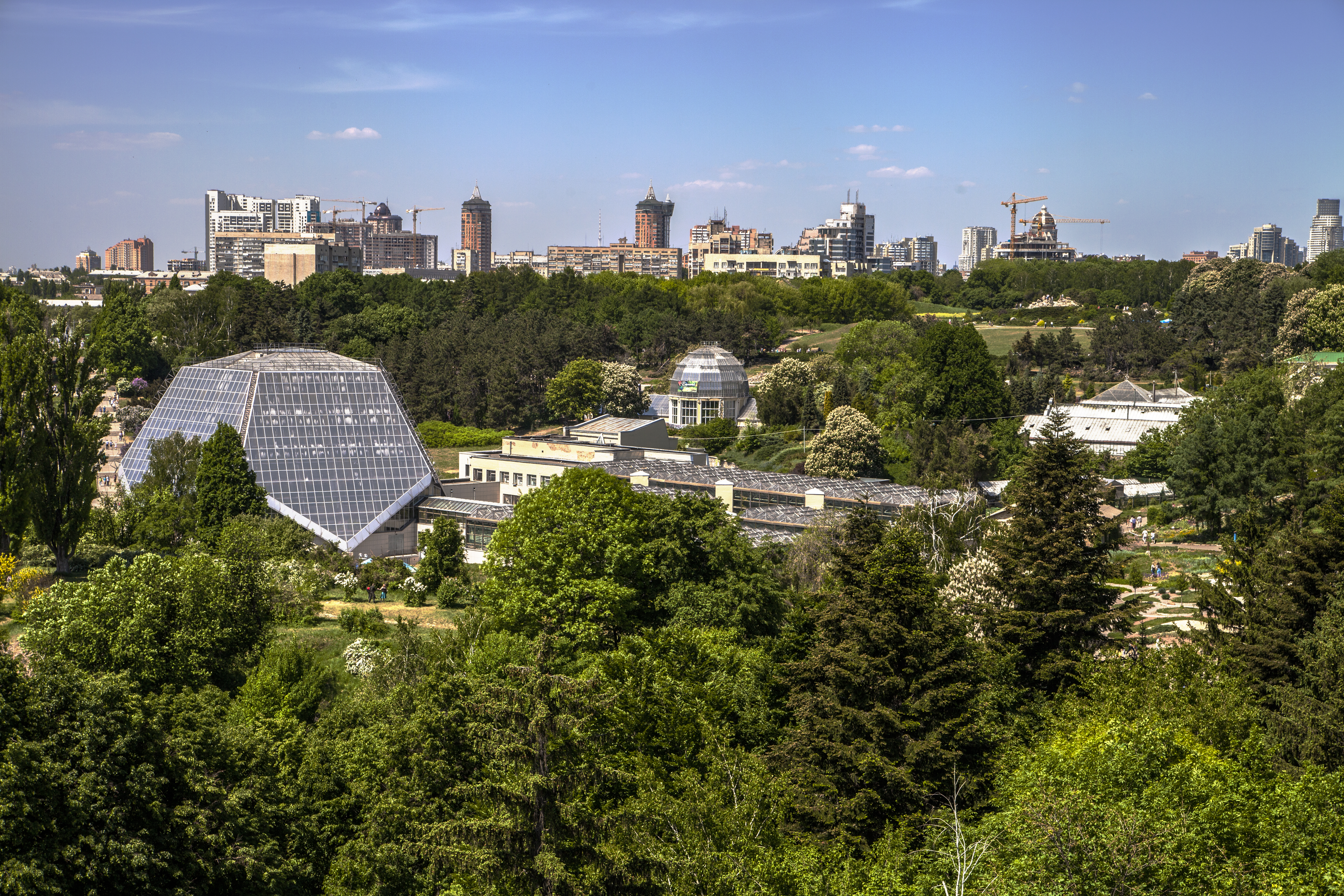
Вид зі степового кургану

18. Оранжереї (виставки Центру екологічної культури)
19. Іонинський монастир
20. Видубицький монастир
21. Колекція кленів
22. Колекція бобових
23. Колекція горіхових
24. Сирингарій
25. Колекція хвойних
26. Розарій
27. Колекція беріз
28. Колекція трав'янистих багаторічників (сільськогосподарські, лікарські, пряно-ароматичні культури)

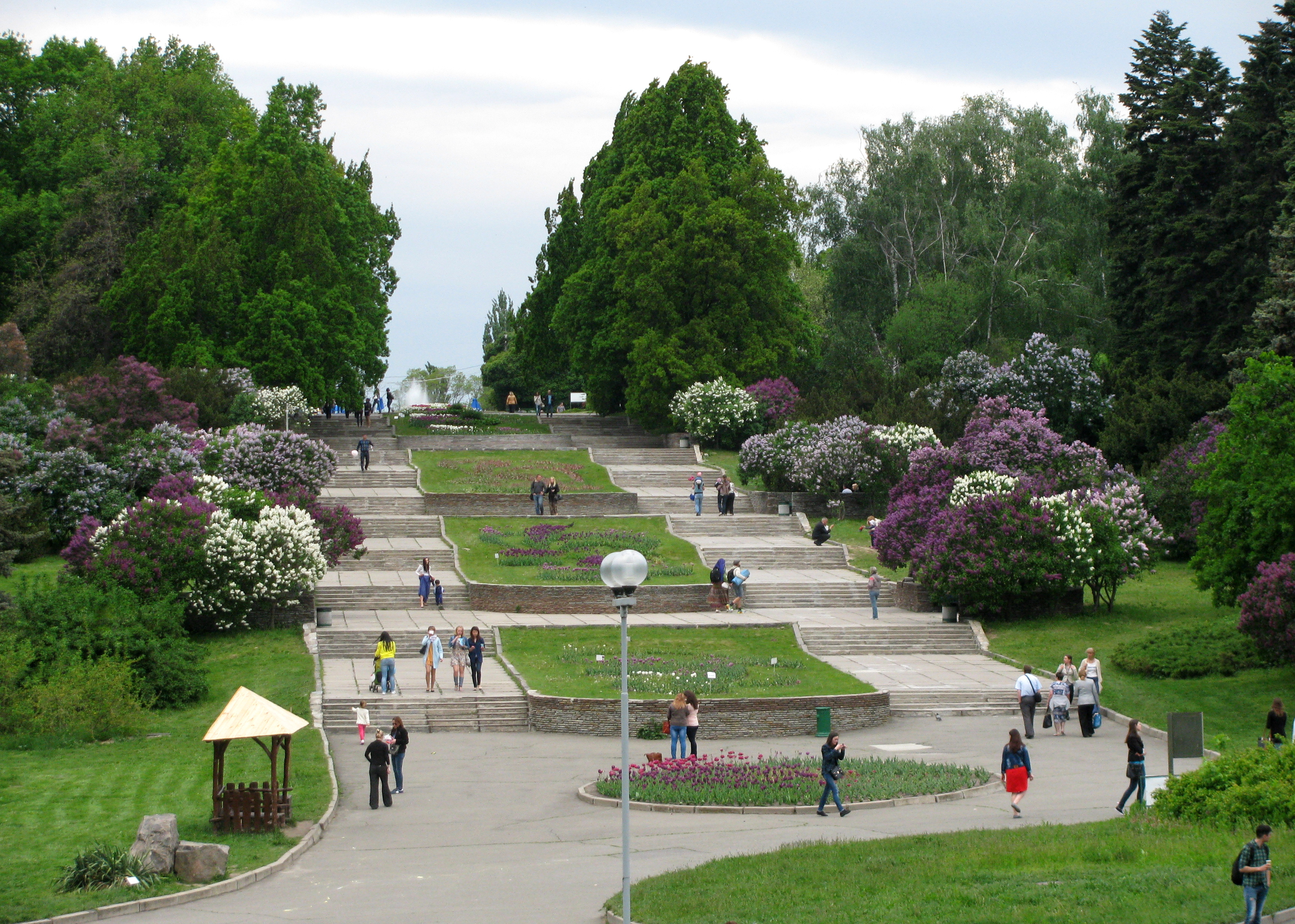
Сходи в саду

29. Звіринецькі печери
30. Вулиця Бастіонна
31. Вулиця Тимірязєвська
32. Наддніпрянське шосе

### Дендрарій, моносади і декоративні сади

#### Моносади

##### Сад бузків

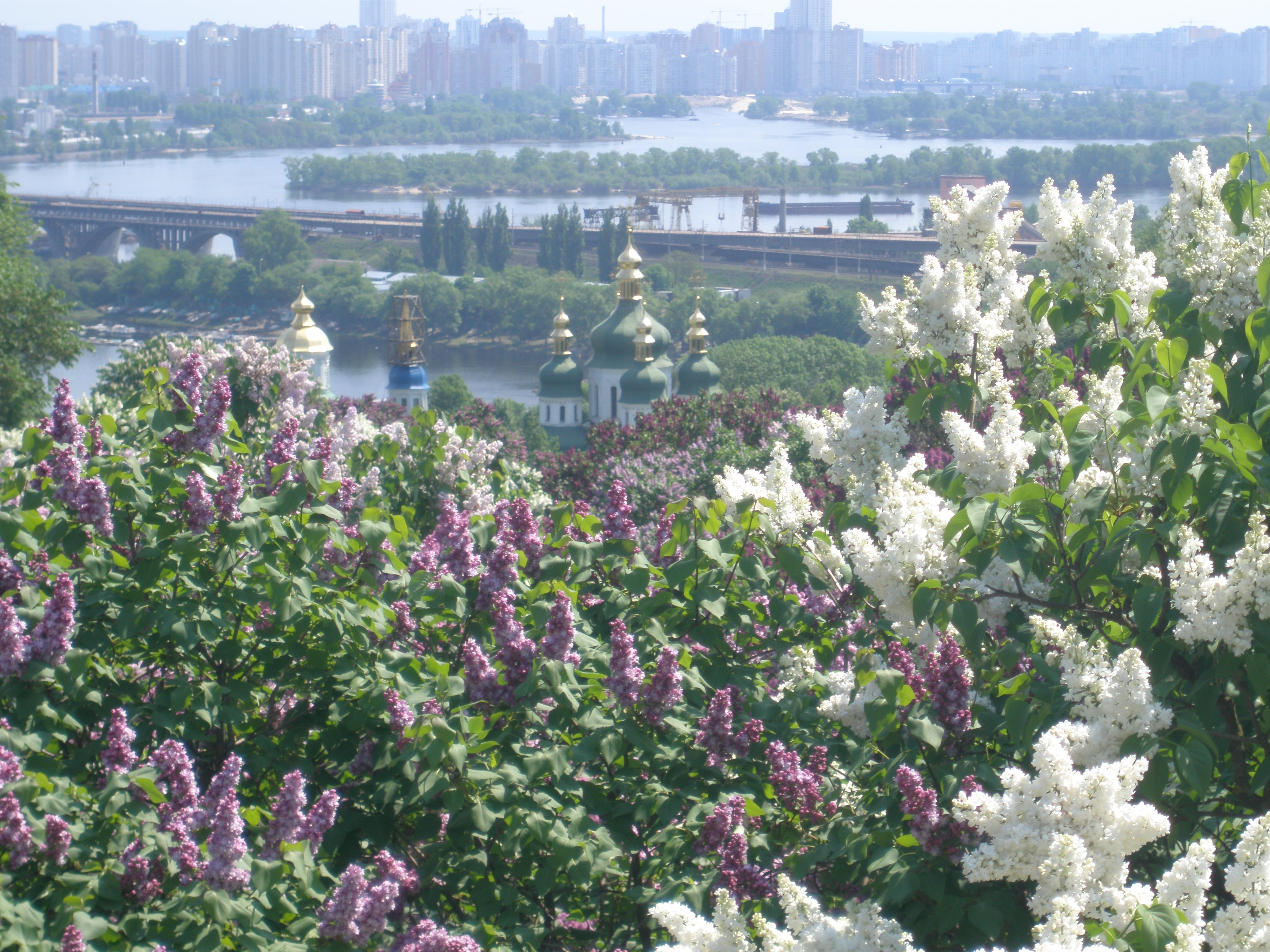
Сад бузків

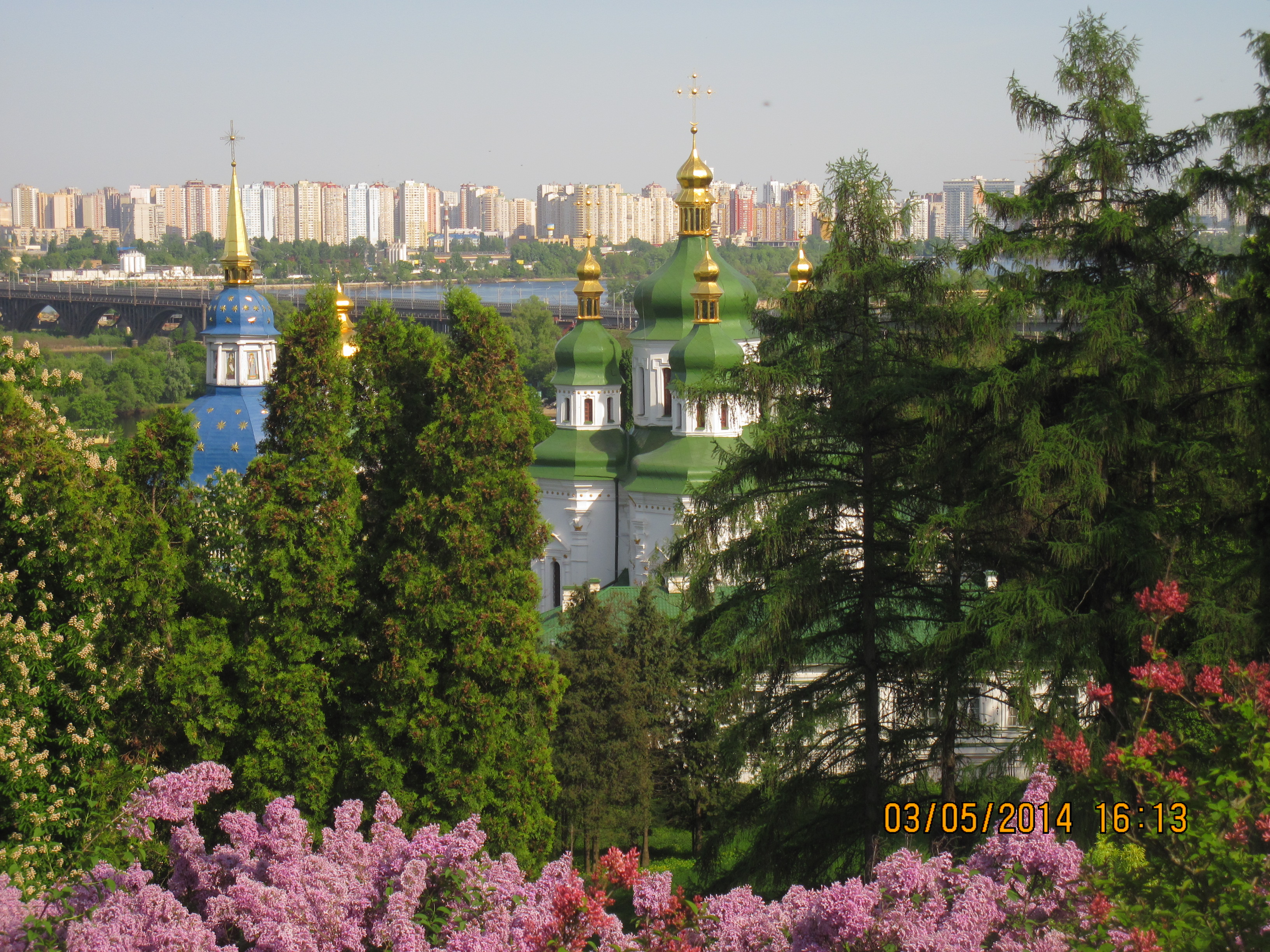
Квітнуть бузок і каштани. Київ, 2014

Однією з декоративних колекційно-експозиційних ділянок ботанічного саду, його своєрідною візитівкою є Сад бузків (Сирингарій).
Сирингарій закладено в 1948 році. Його площа становить 2,45 га. Колекція налічує 21 вид бузку (з 28 наявних у природі), близько 90 сортів та приблизно 1500 кущів.
Сирингарій НБС за видовим і сортовим багатством колекції є другим у світі, проте є неперевершеним у світі за витонченістю планування, за пишністю кущів та надзвичайно рясним щорічним квітуванням і красою пейзажів, що його оточує.
Під час цвітіння бузку (зазвичай — увесь травень) сад у вихідні дні щоденно відвідує до 100 тисяч осіб.

### Оранжерейний комплекс

#### Експозиції
В Оранжерейному комплексі представлено експозиції та колекції екзотичних тропічних та субтропічних рослин: азалії та камелії, орхідаріум, тропічні та субтропічні плодові культури, кактуси та інші сукуленти.

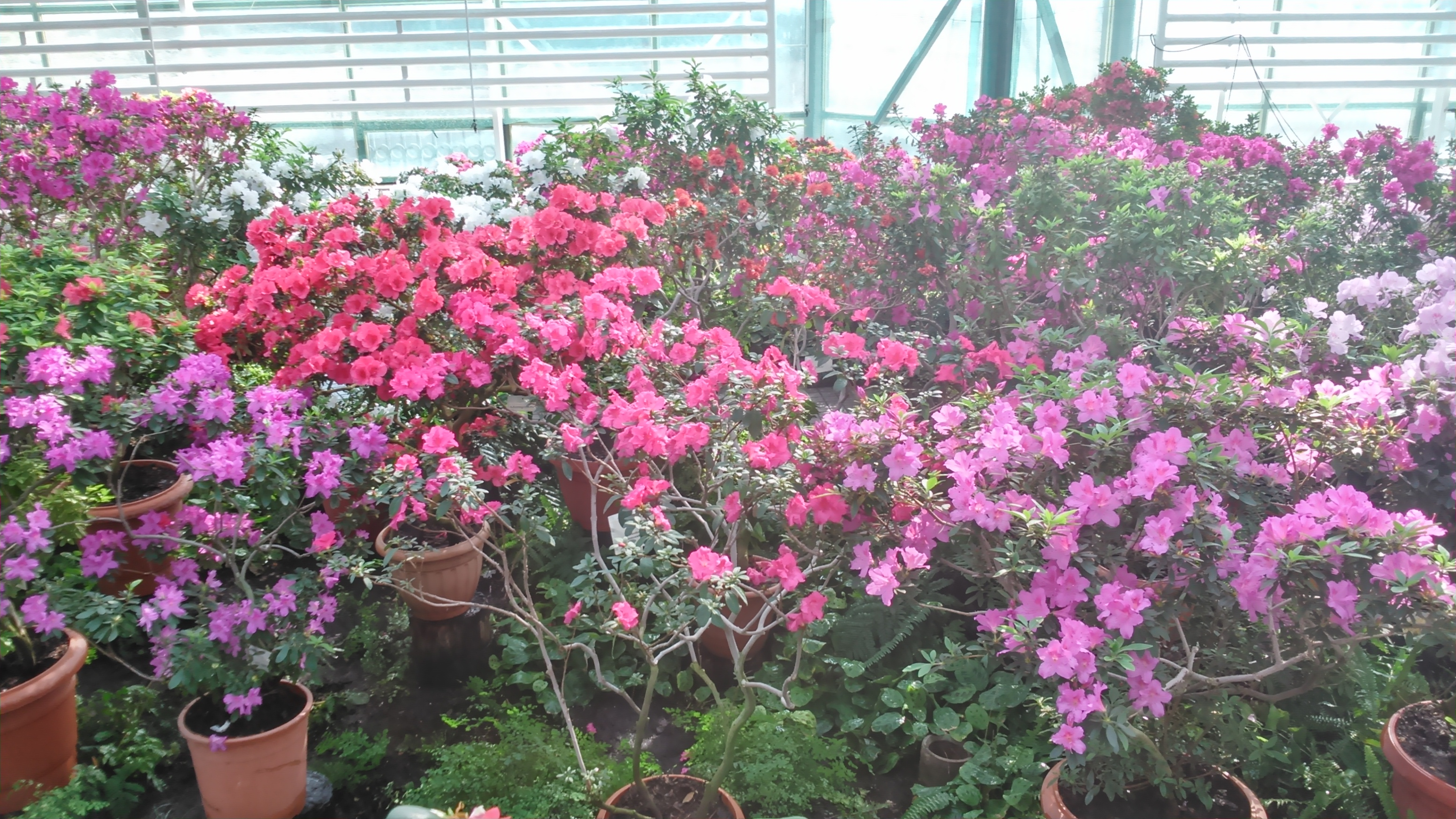
Азалії
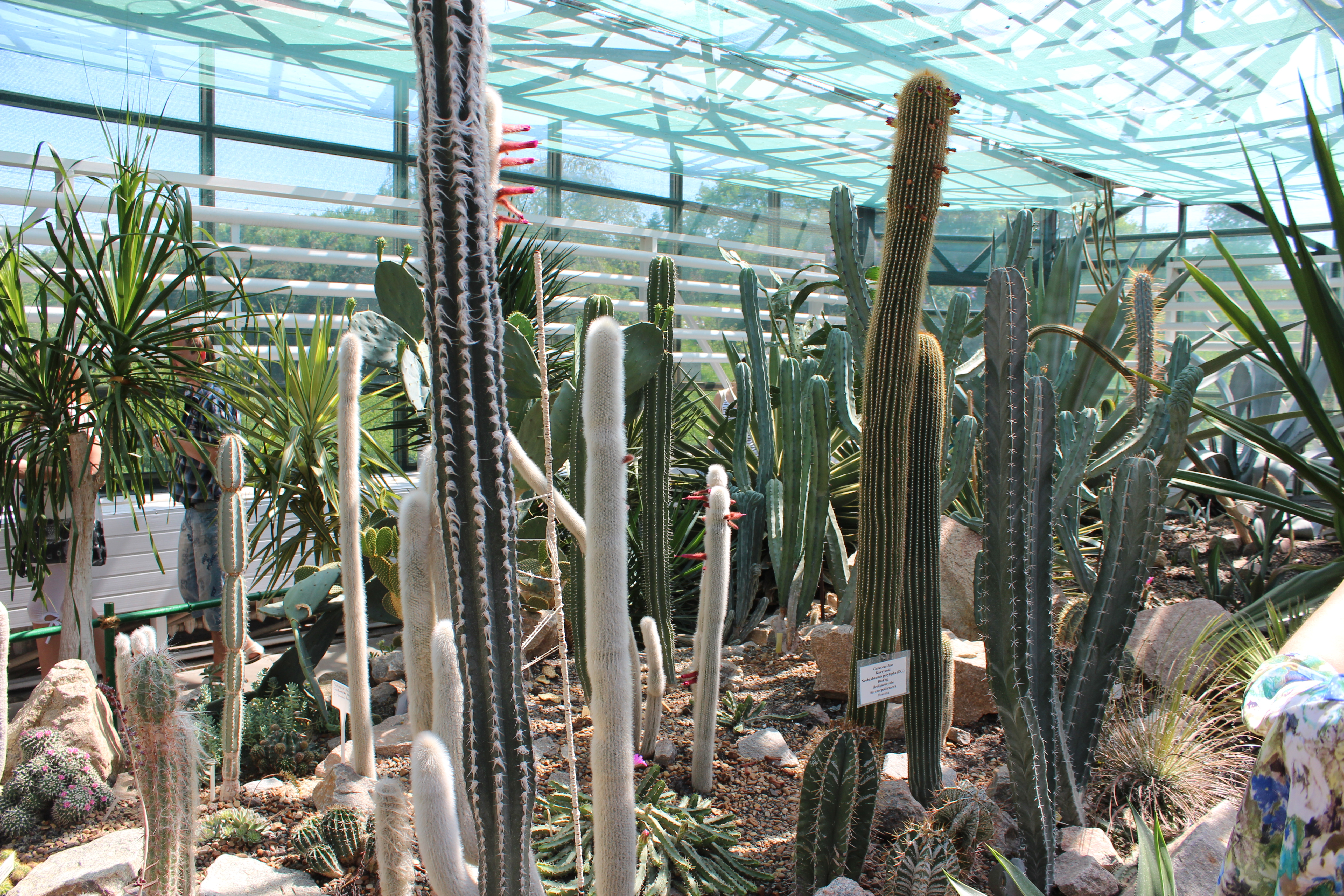
Експозиція кактусів
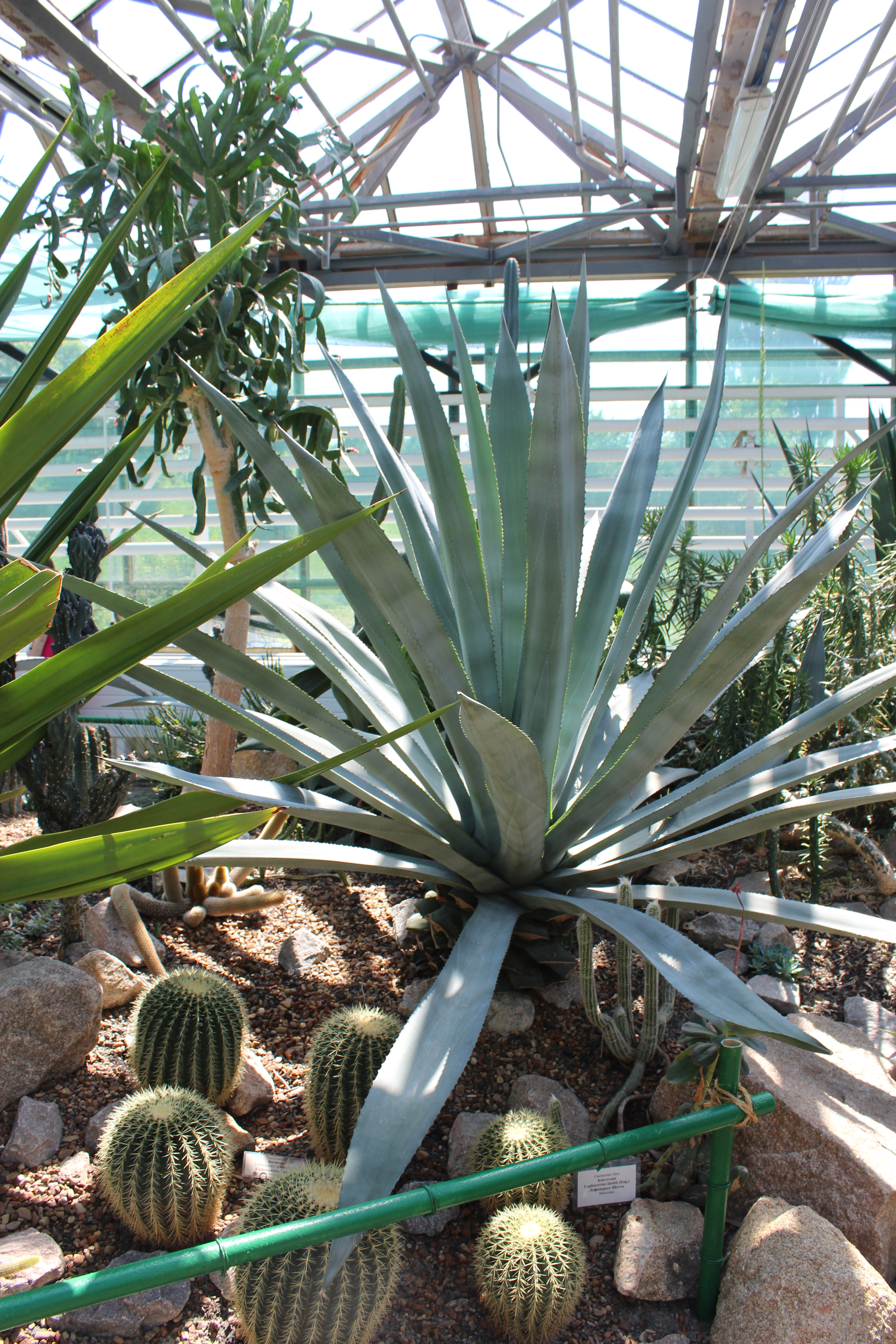
Експозиція кактусів
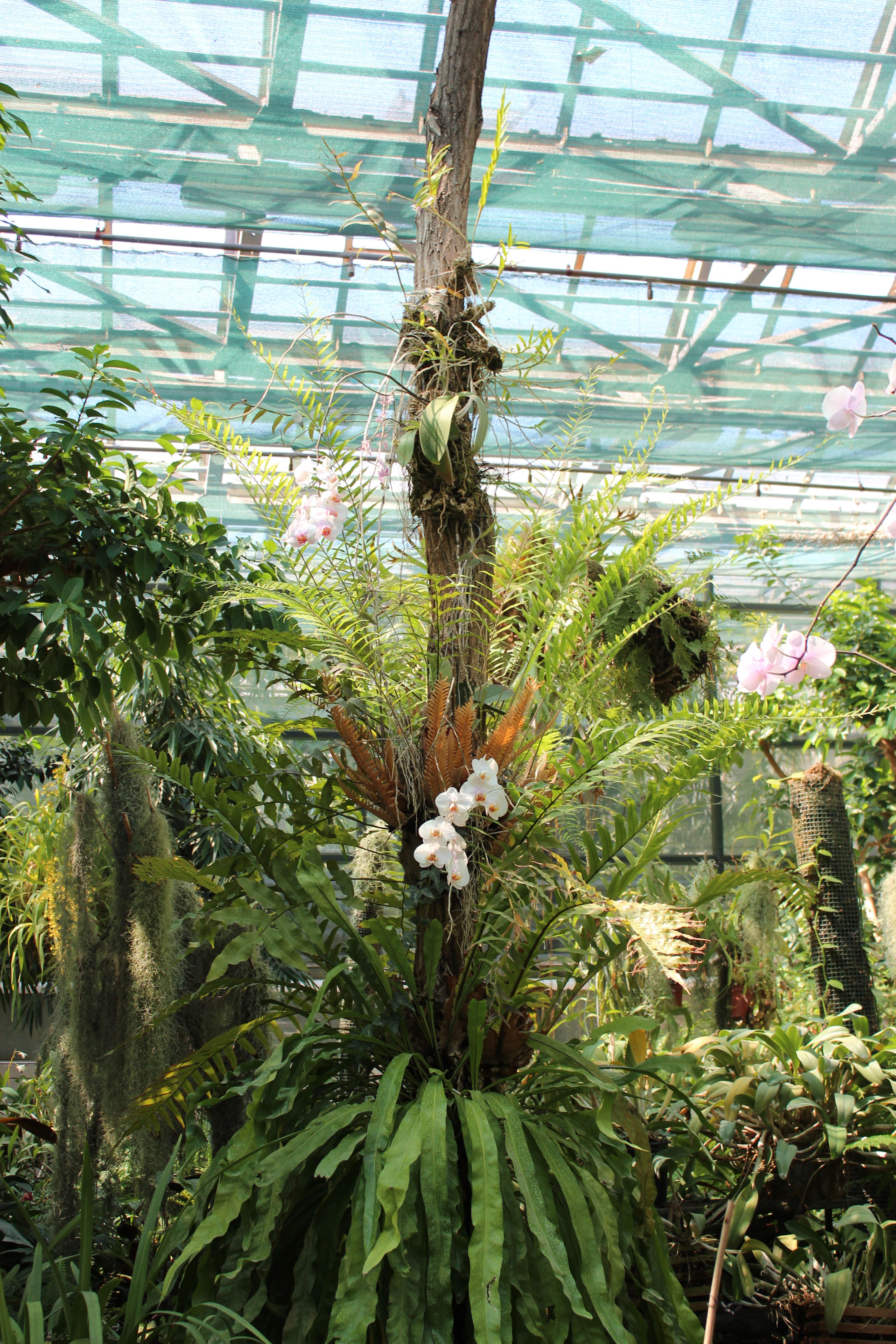
Орхідаріум
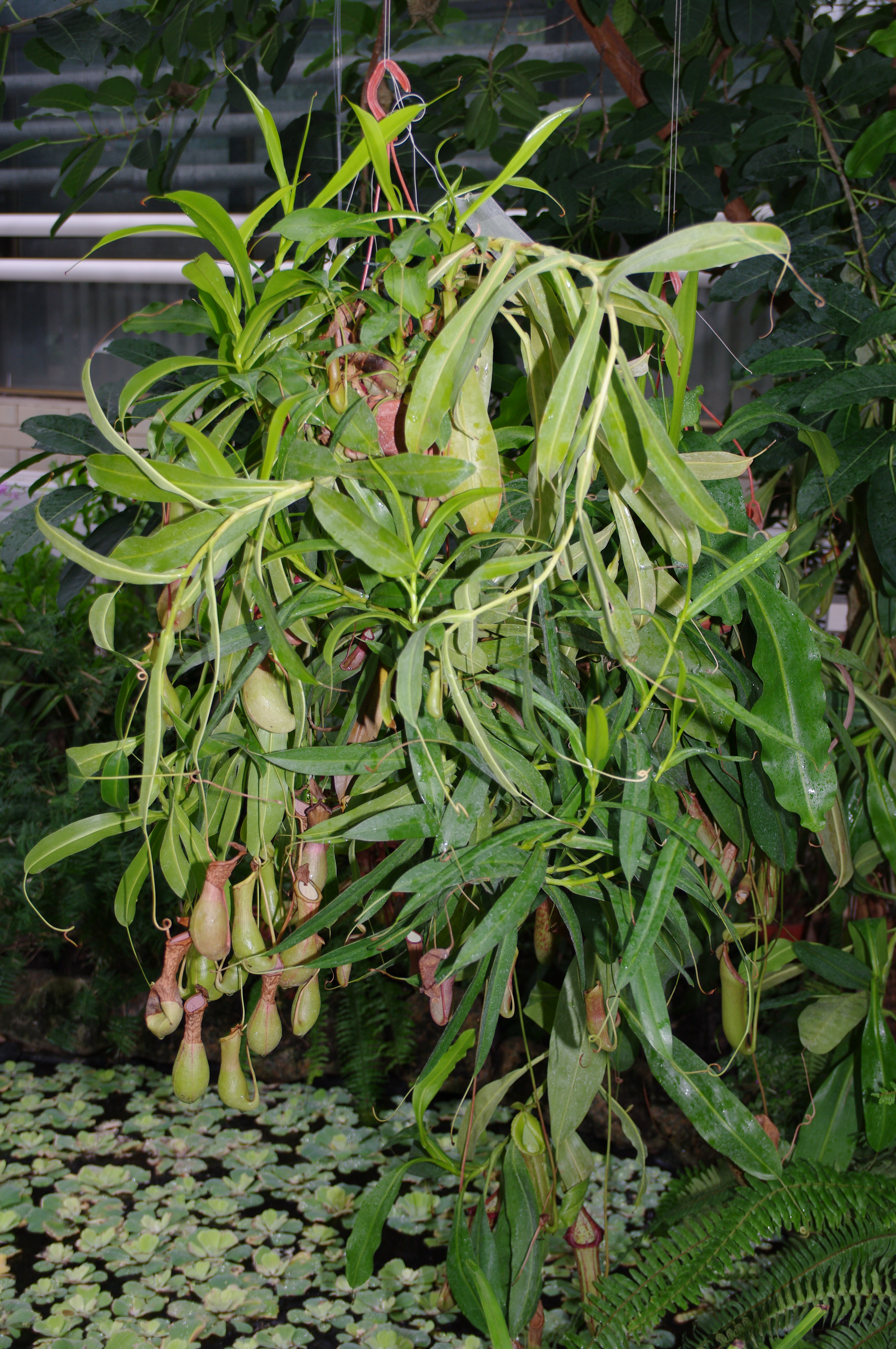
Орхідаріум
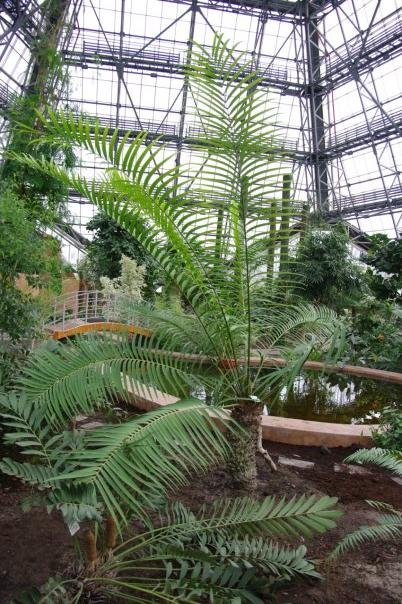
Тропічні рослини
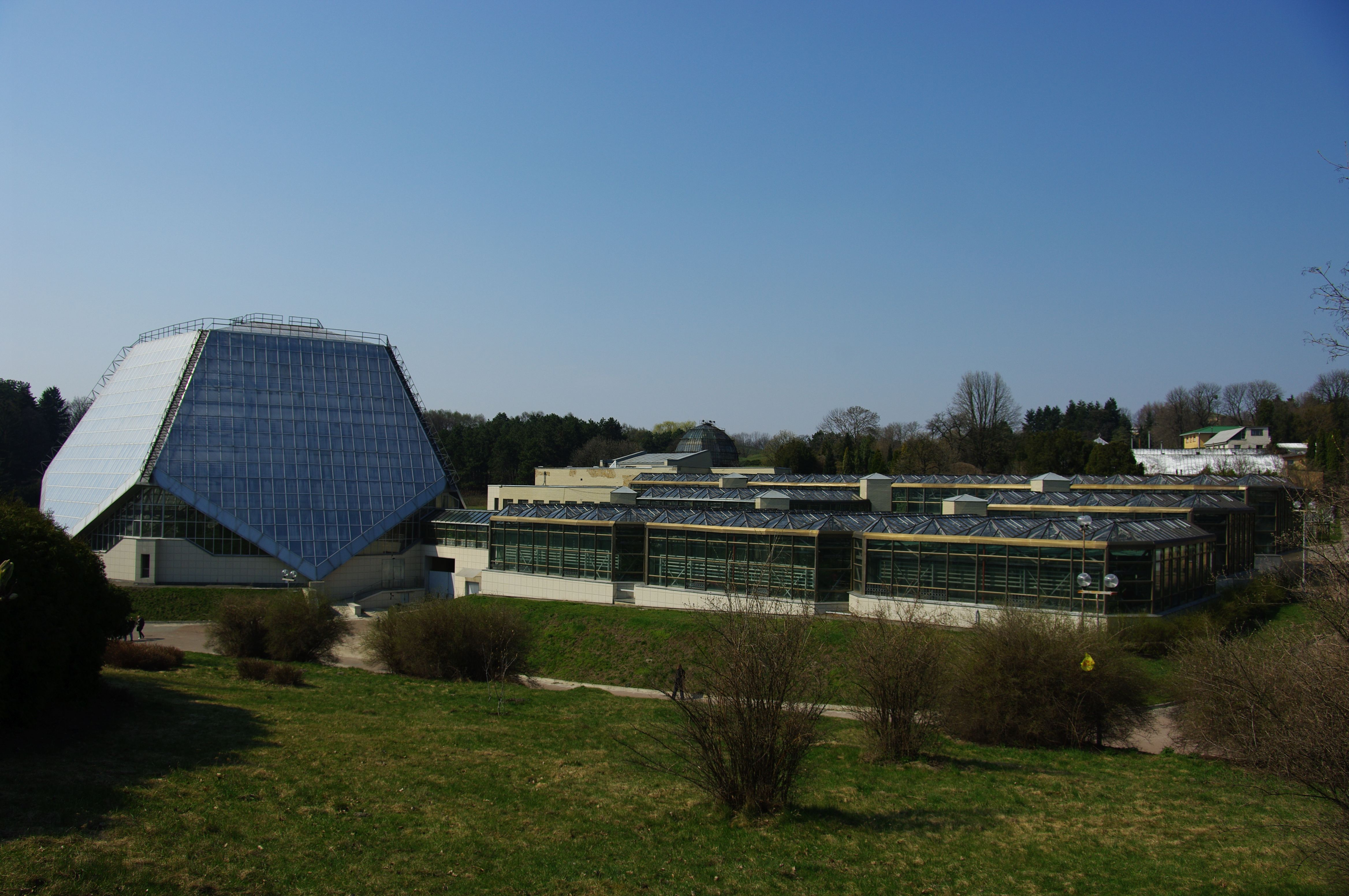
Зимовий сад, оранжереї та теплиці
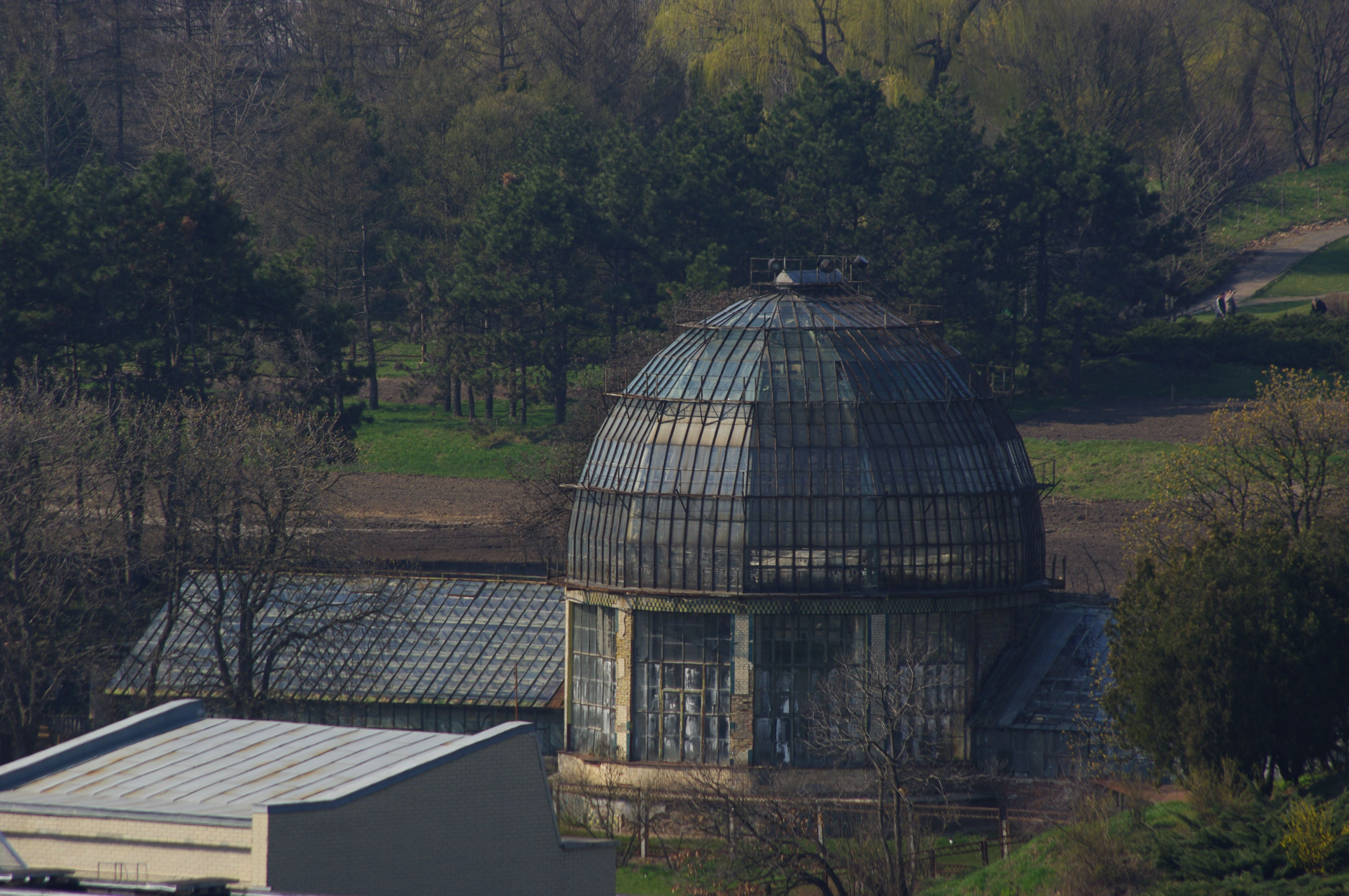
Купольна оранжерея

### Скульптури

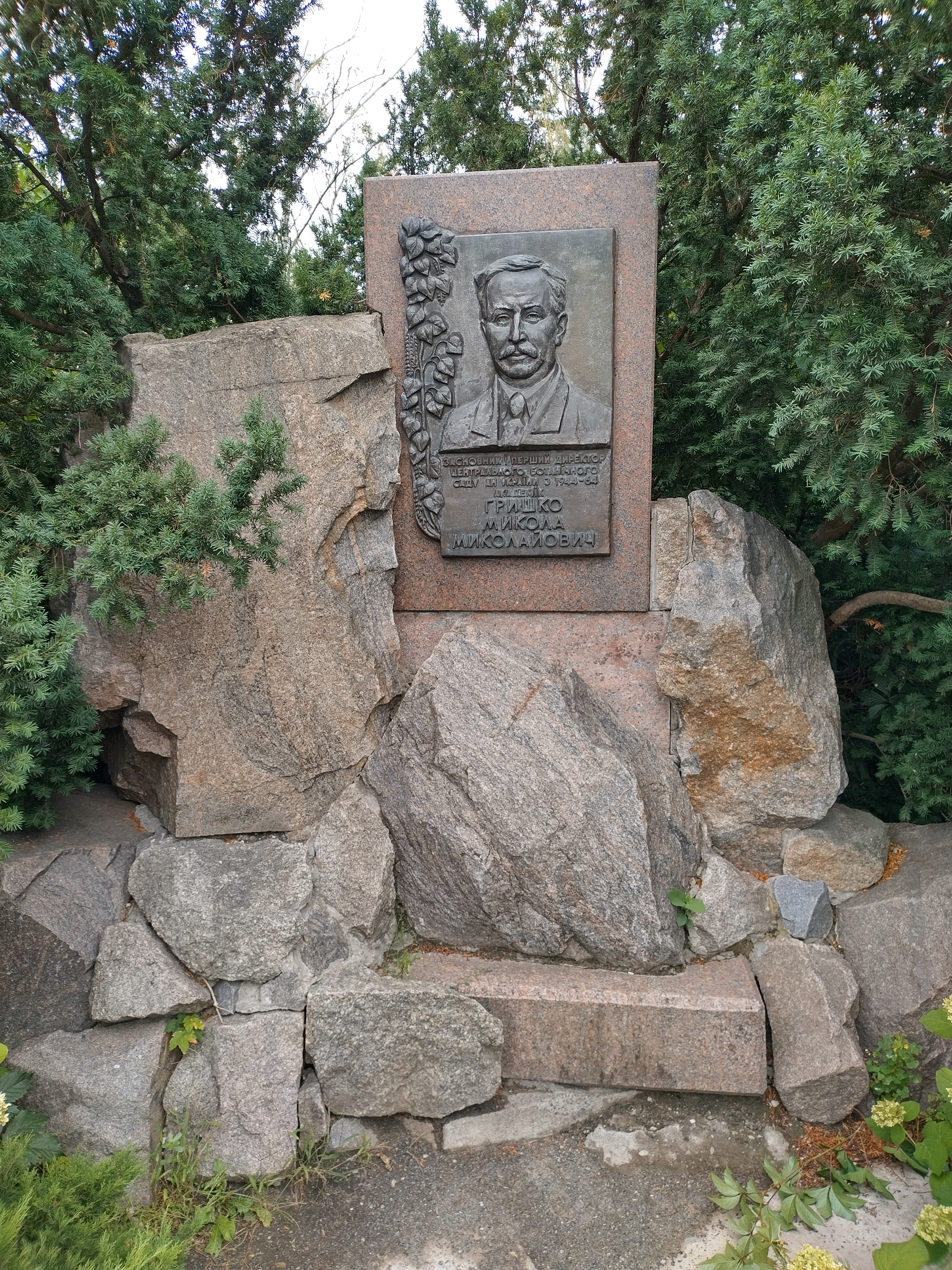
Меморіальний куточок Миколи Гришка
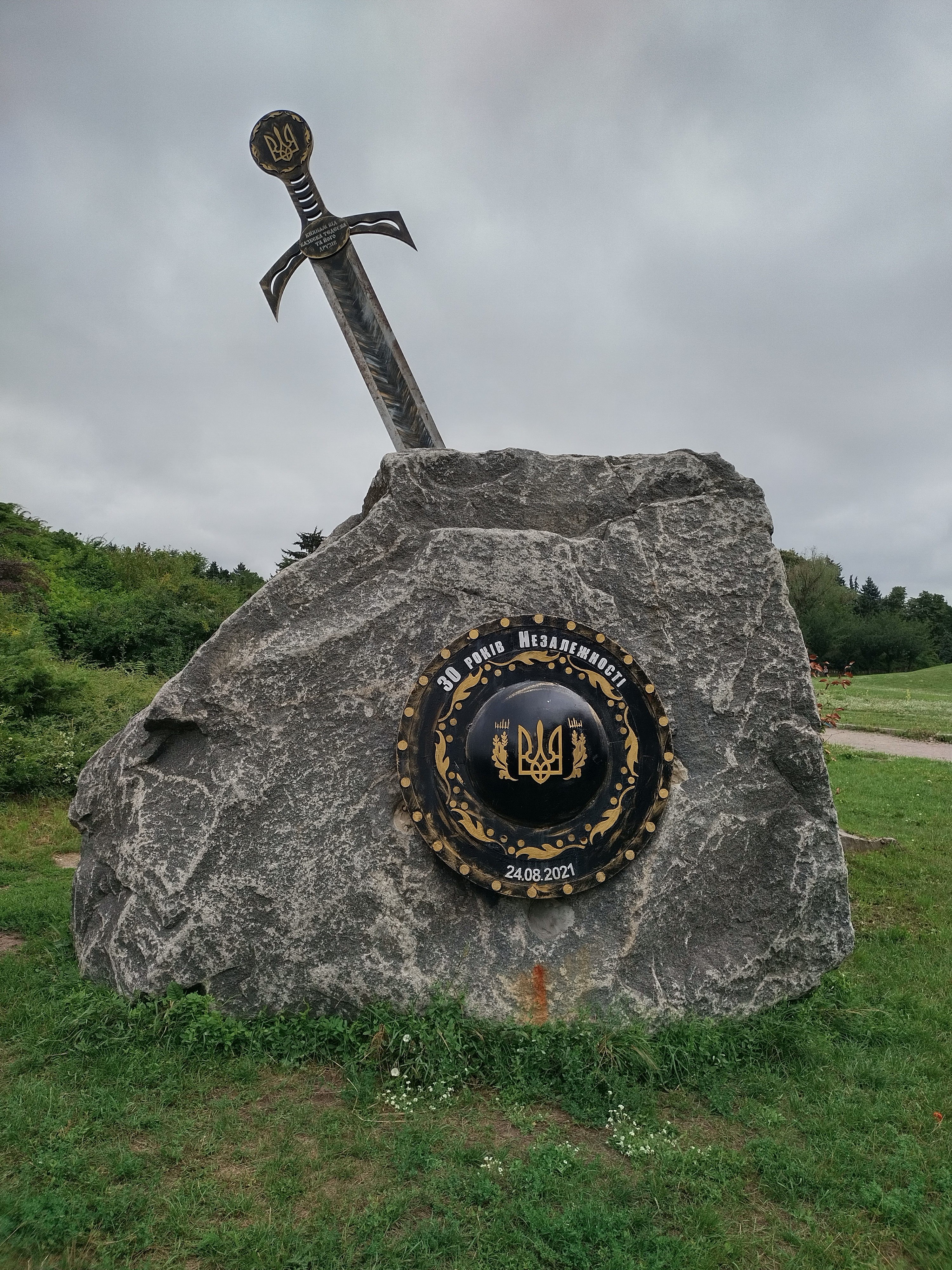
Монумент "30 років Незалежності" у Гірському саду
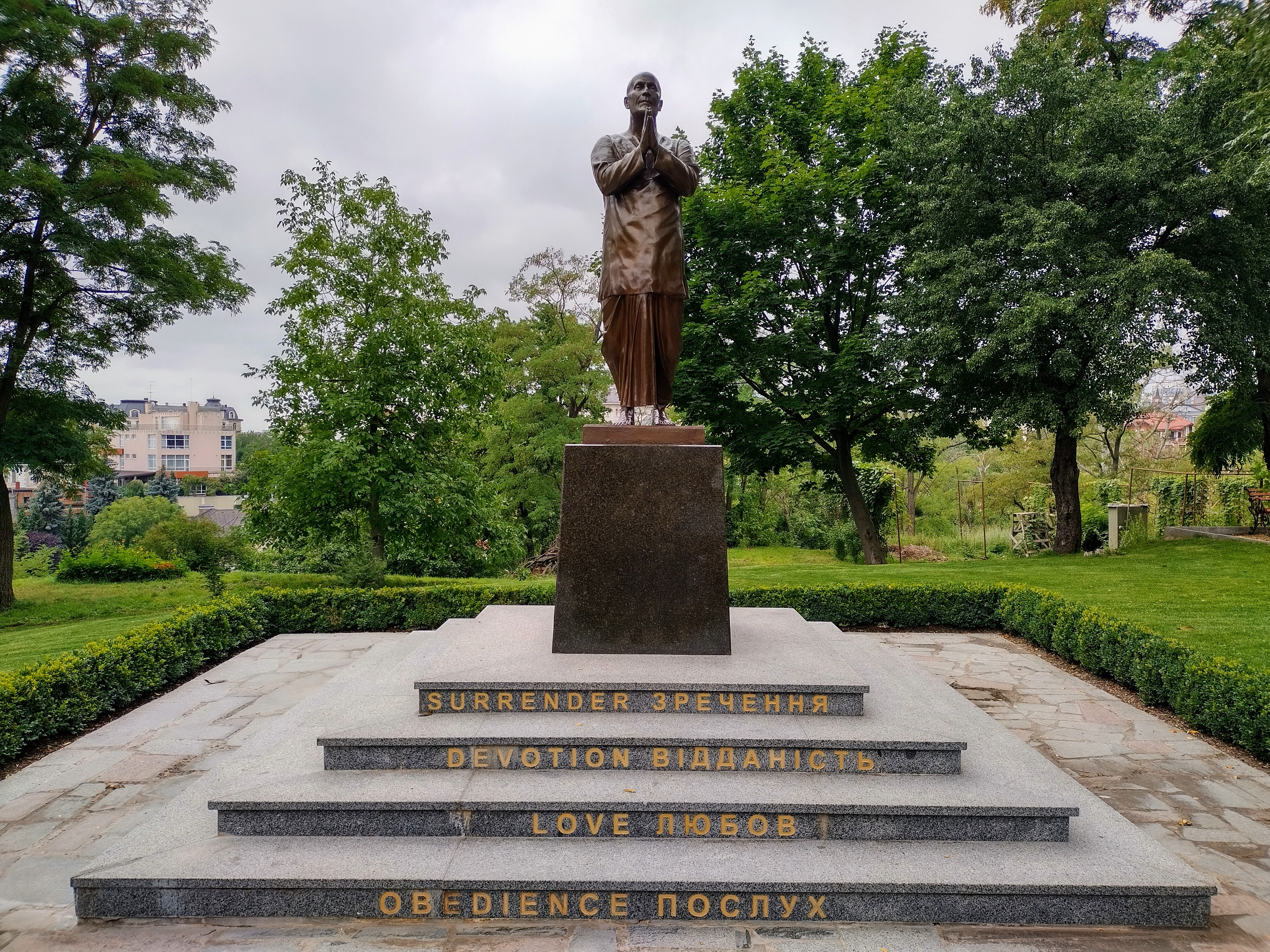
Скульптура Шрі Чинмою
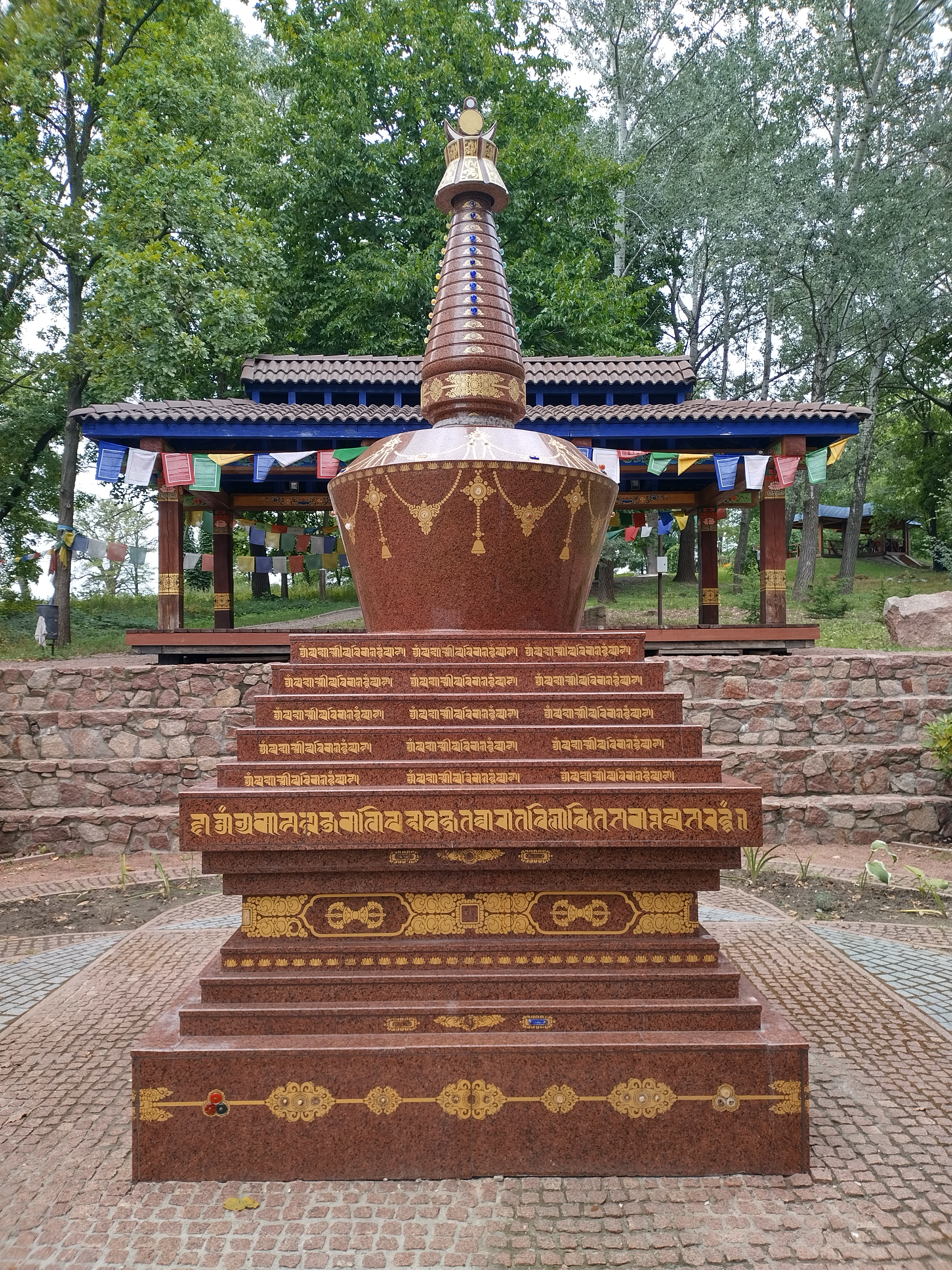
Ступа у Тибетському традиційному саду
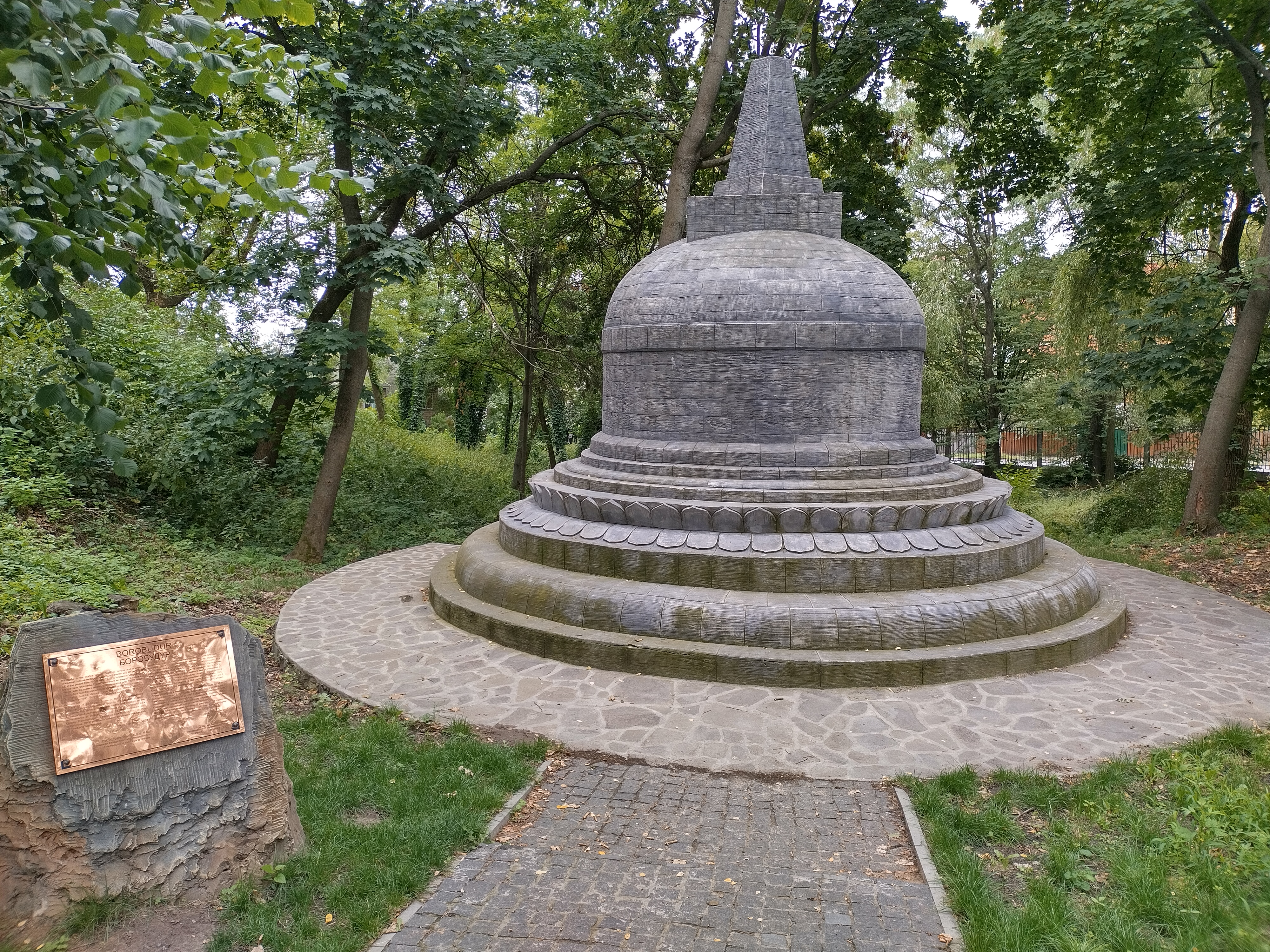
Боробудур у Індонезійському саду

## Корейський сад
2012 року за сприянням корейського уряду з нагоди святкування двадцятої річниці встановлення дипломатичних відносин між Україною та Республікою Корея у Національному ботанічному саду був створений корейський традиційний сад за мотивами Чандука.
Сад розпланувала корпорація «Korea Land and Housing Corporation». Будівництво велося запрошеними з Кореї митцями та з привезених матеріалів.
Корейський сад у Києві складається з трьох елементів:
- Павільйон «Аер'юнджун» — копія подібного павільйону у Палаці Чандук. Назва походить від слова «аер'юн», тобто «любов до лотоса», що символізує шляхетну вдачу корейських вчених, що зберігали дух і мужність перед обличчям небезпеки (на схемі № 1 об'єкт № 1).
- Брама — споруда у корейському стилі із символом «тегеук» (на схемі № 1 об'єкт № 2).
- Корейська стіна — мури з азійським орнаментом «сагунджа», тобто «чотири граціозні шляхетні рослини», а саме бамбук, орхідея, слива та хризантема (на схемі № 1 об'єкт № 3).

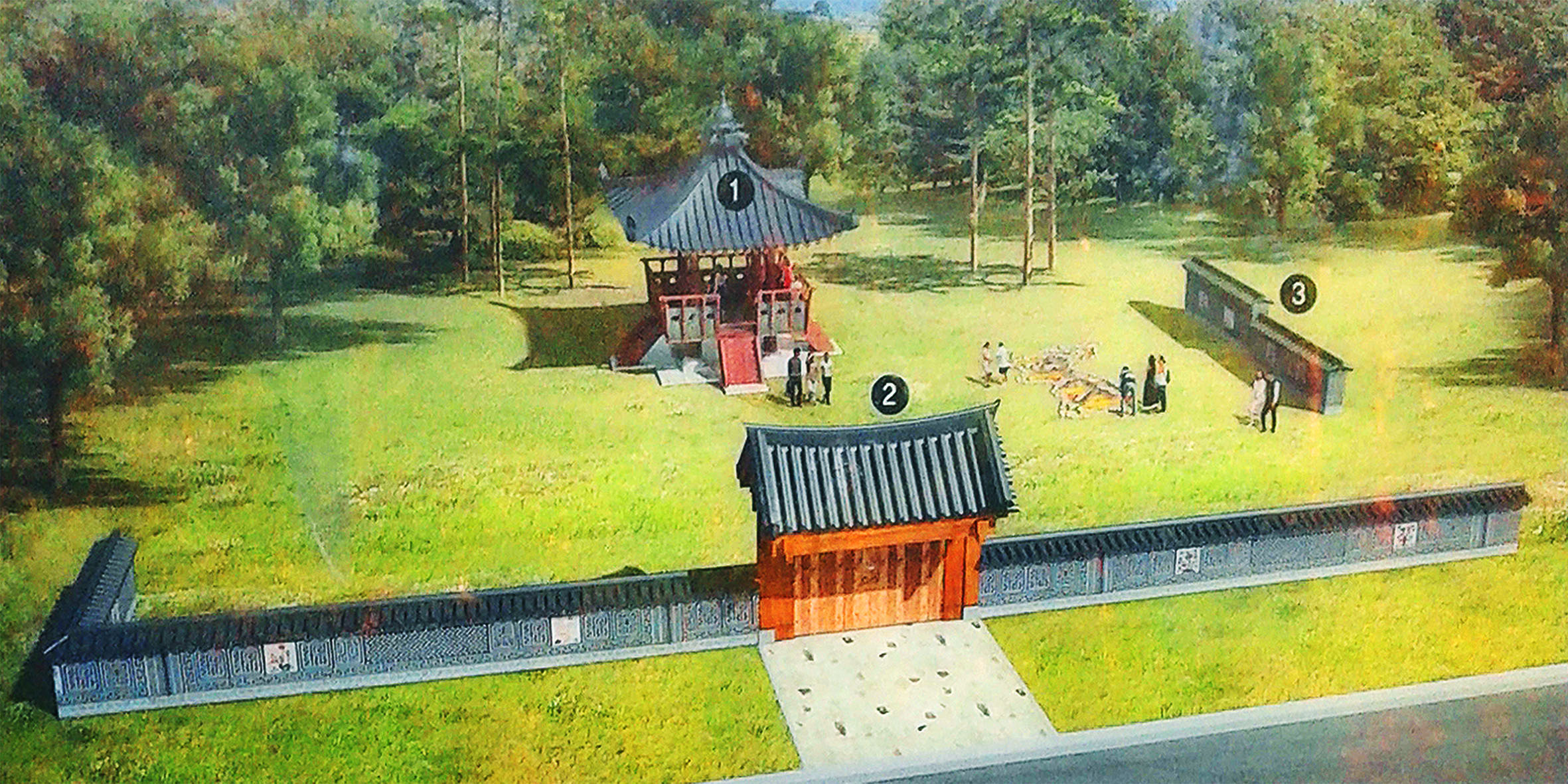
Схема № 1 корейського саду Чандук
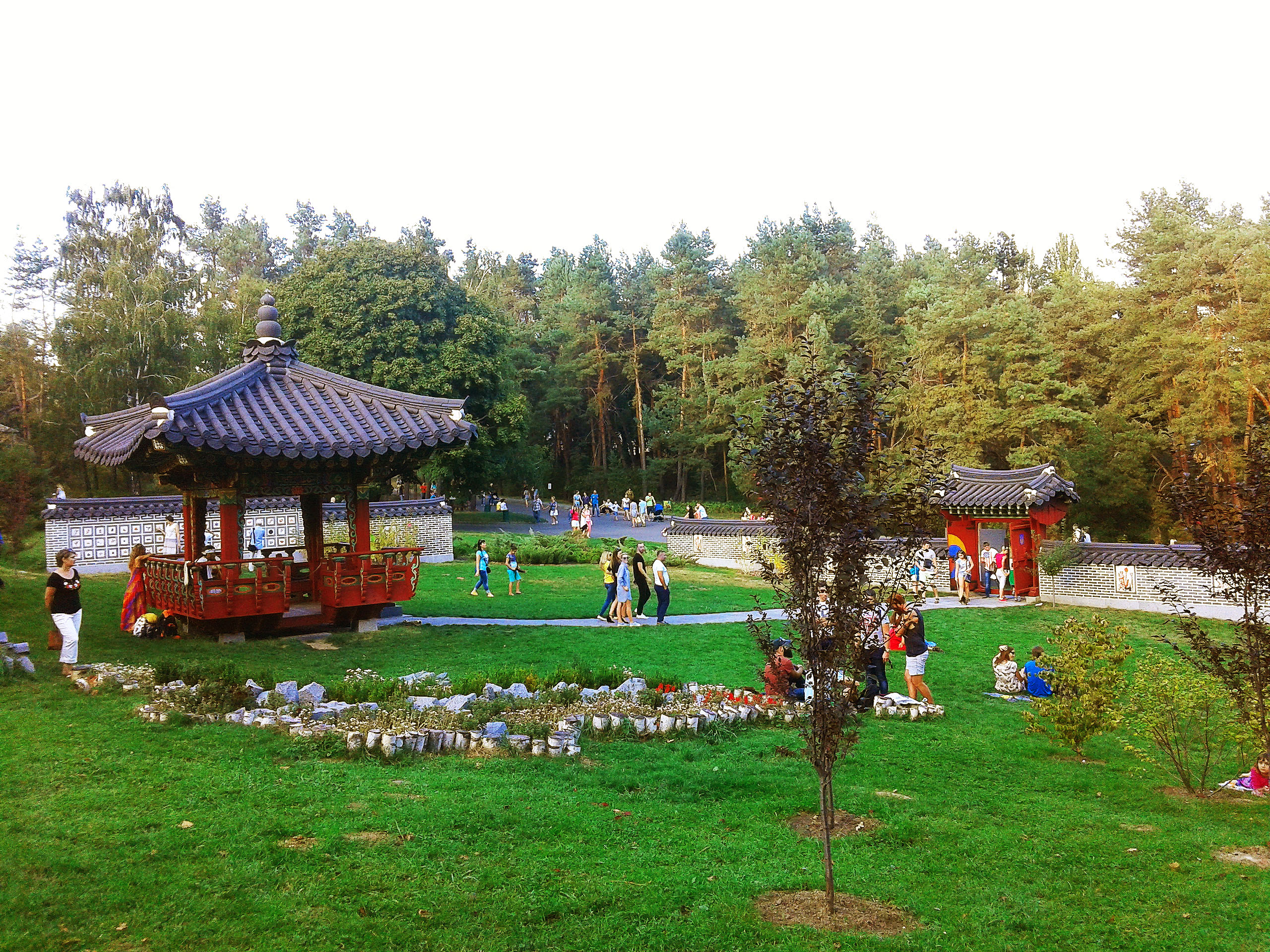
Корейський сад Чандук
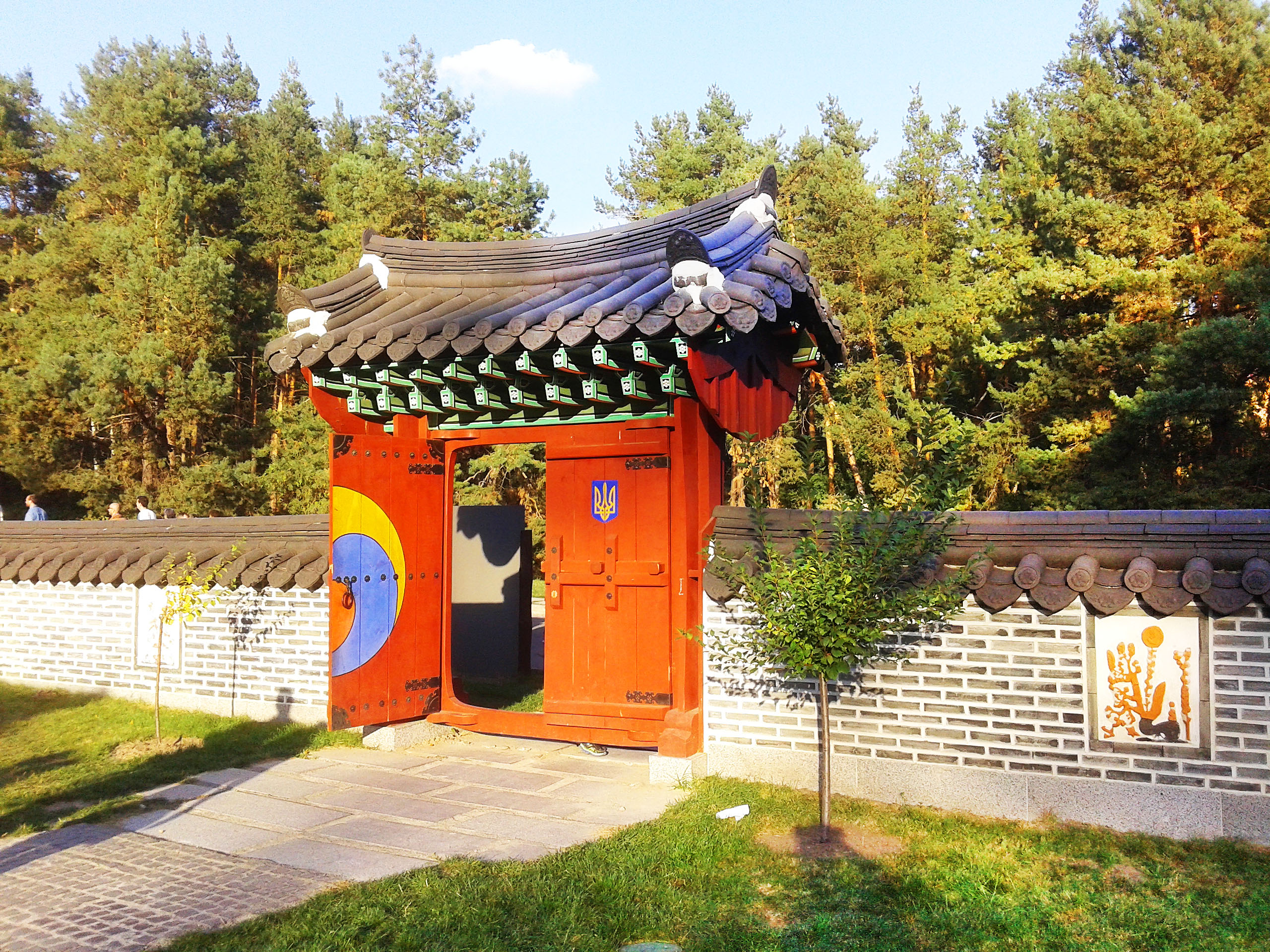
Брама
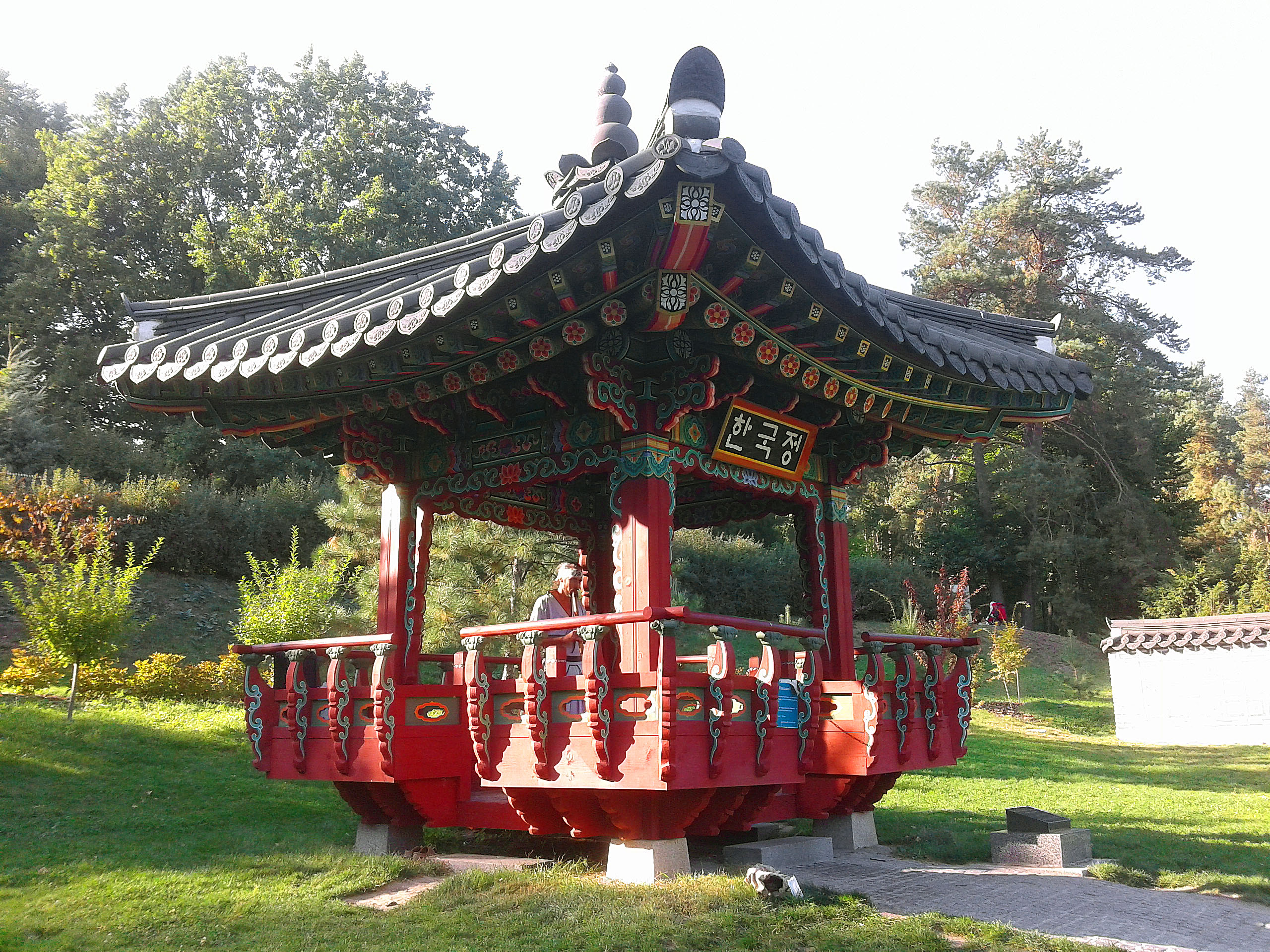
Павільйон «Аер'юнджун»
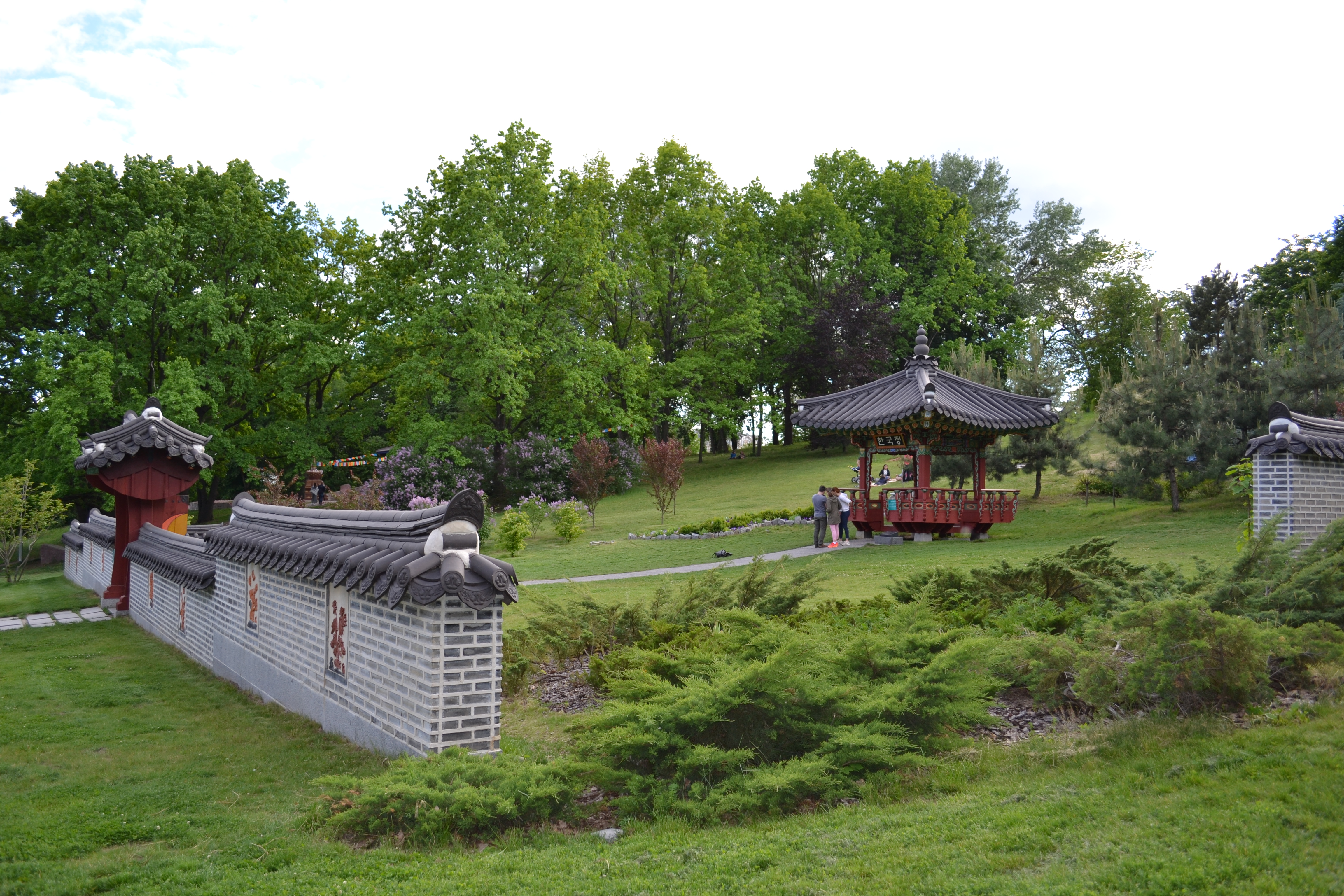
Загальний вигляд

## Очільники ботанічного саду
- 1935—1937 — Липський Володимир Іполитович
- 1937—1939 — Шмідт Вальтер Едуардович
- 1939—1941 — Гоцик Яків Климович
- 1941—1944 — Бурачинський Олексій Михайлович (в.о)
- 1944—1958 — Гришко Микола Миколайович
- 1958—1965 — Кондратюк Євген Миколайович
- 1965—1988 — Гродзинський Андрій Михайлович
- 1988—2004 — Черевченко Тетяна Михайлівна
- 2005—дотепер — Заіменко Наталія Василівна

## Цікаві факти
- У 1972—1973 рр. у ботсаду працював техніком Віктор Шокін, майбутній генеральний прокурор України[9].
- На сайті ботсаду є календар цвітіння рослин[10].

## Філателія

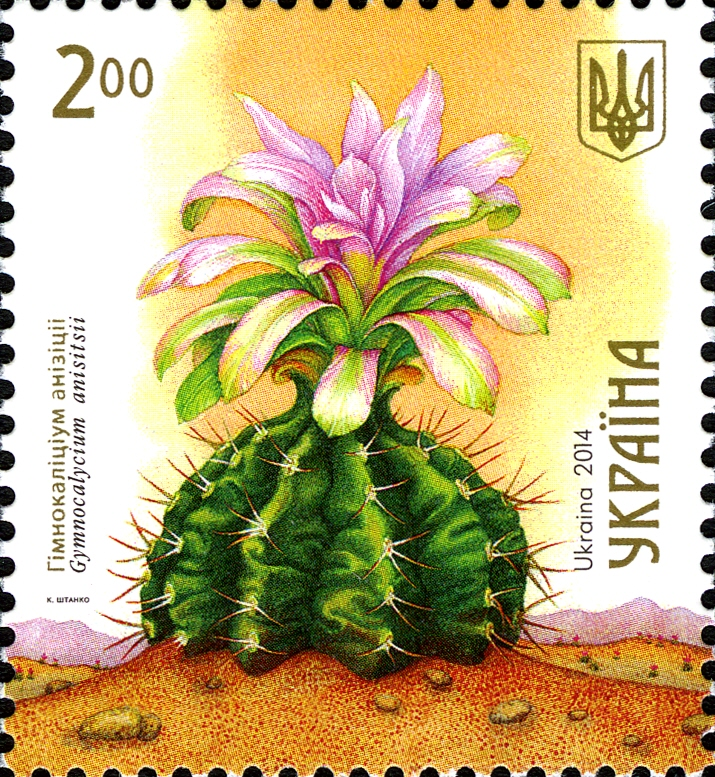
Серія «Колекція сукулентних рослин та кактусів НБС ім. М.М. Гришка»
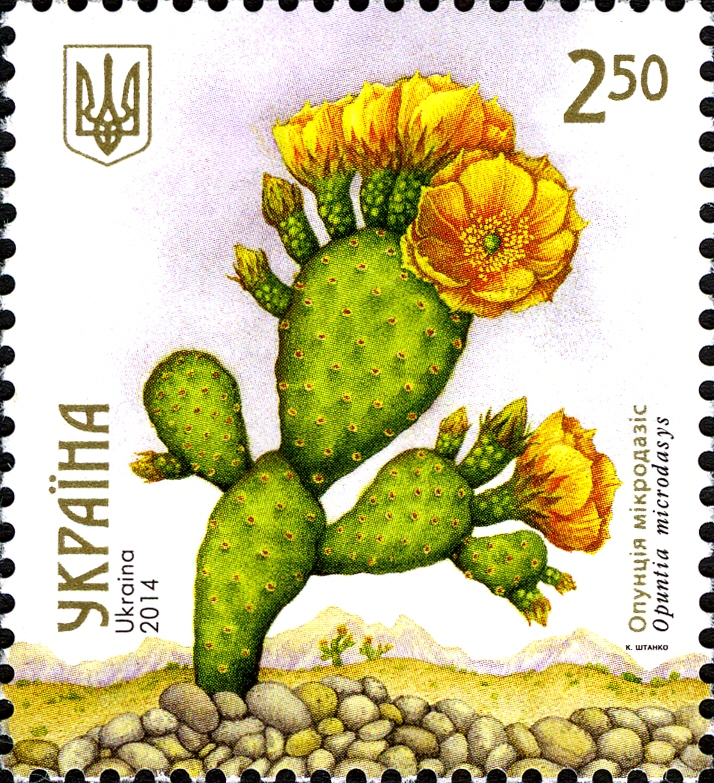
Серія «Колекція сукулентних рослин та кактусів НБС ім. М.М. Гришка»
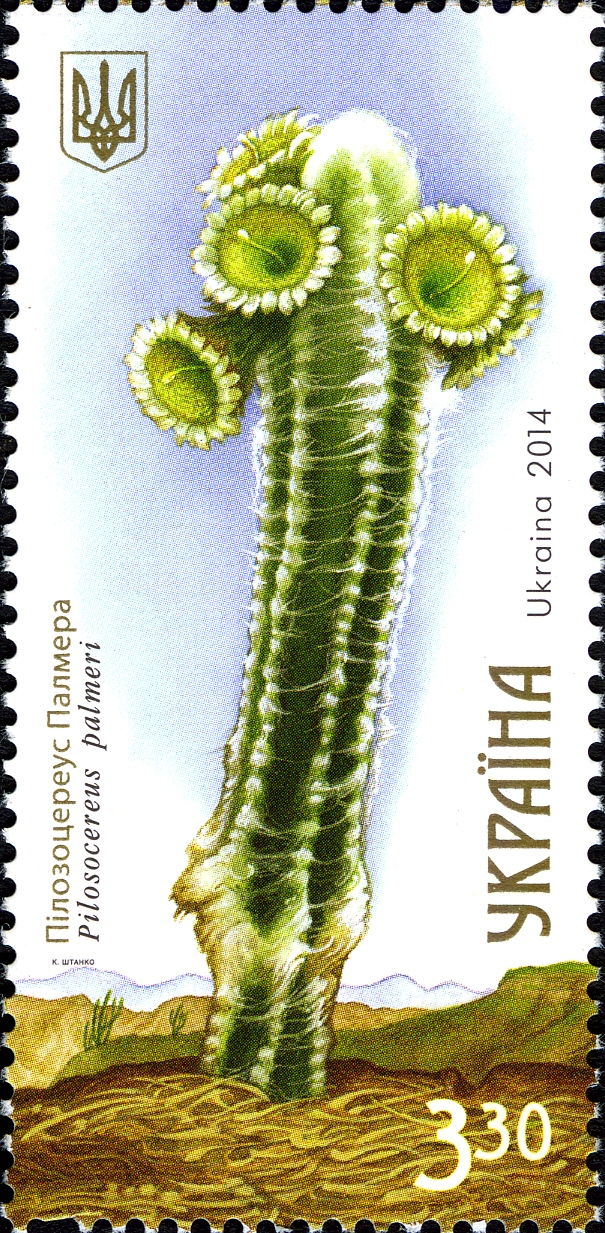
Серія «Колекція сукулентних рослин та кактусів НБС ім. М.М. Гришка»
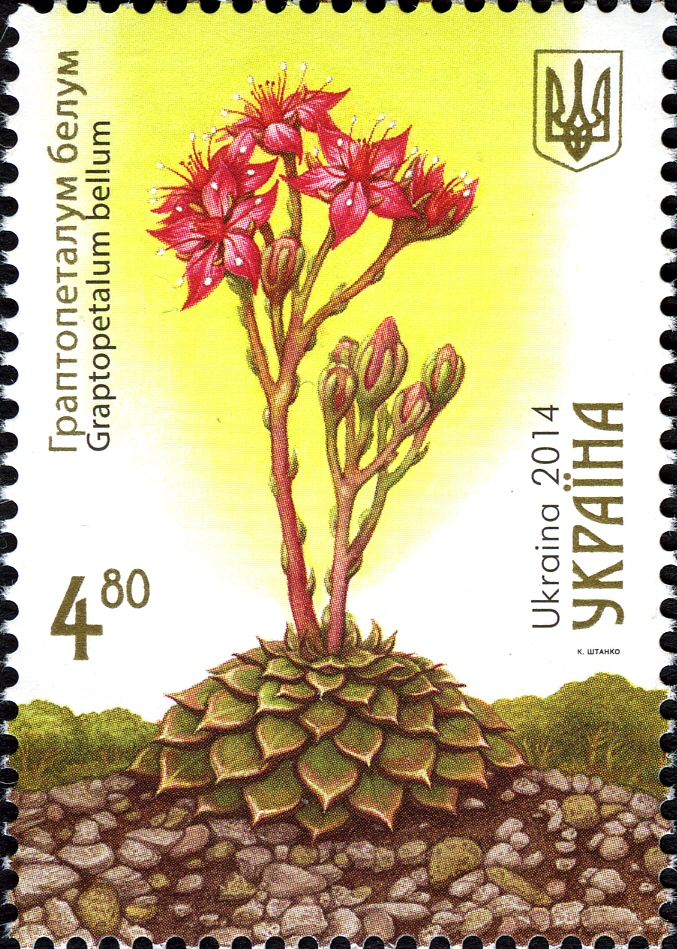
Серія «Колекція сукулентних рослин та кактусів НБС ім. М.М. Гришка»
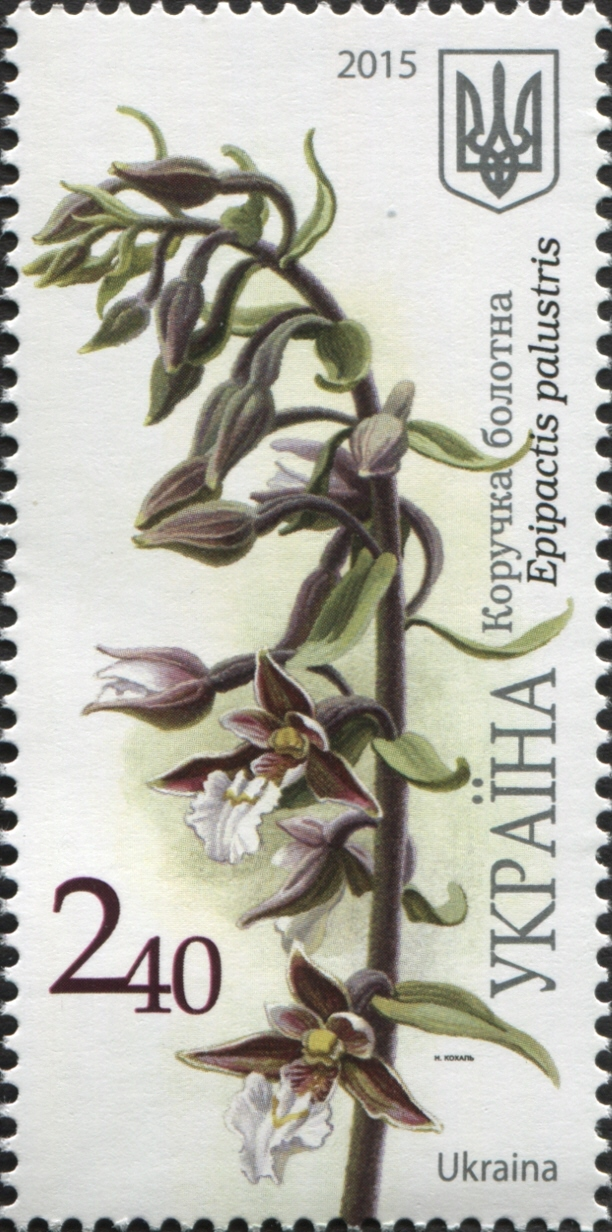
«Коручка болотна Epipactis palustris»
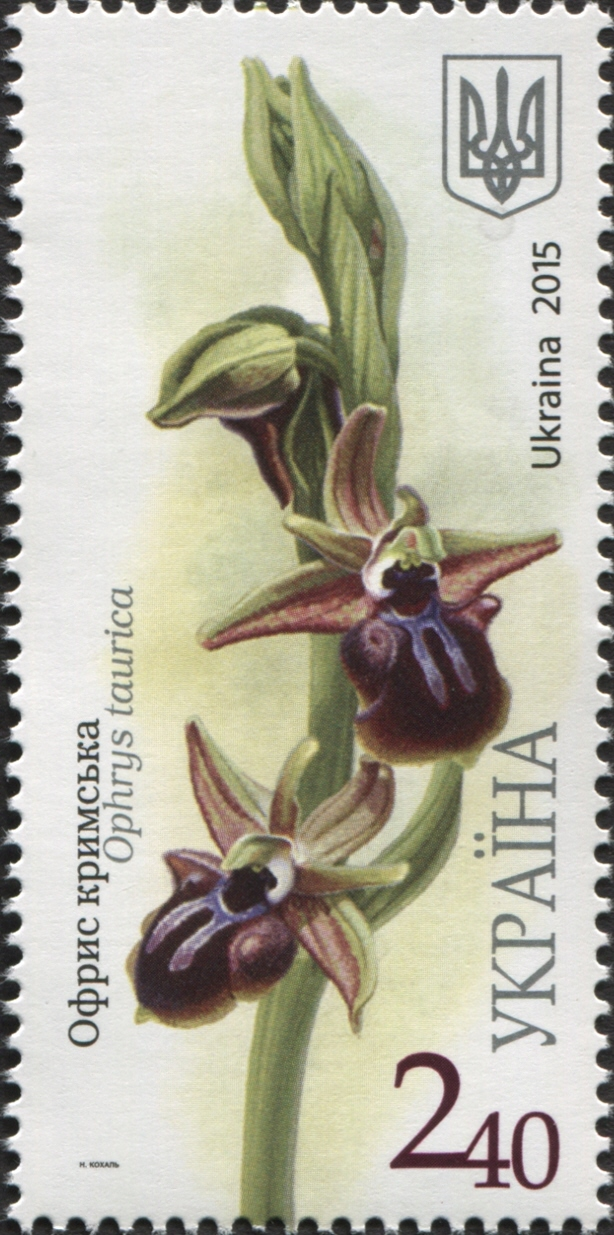
«Офрис кримська Ophrys taurica»
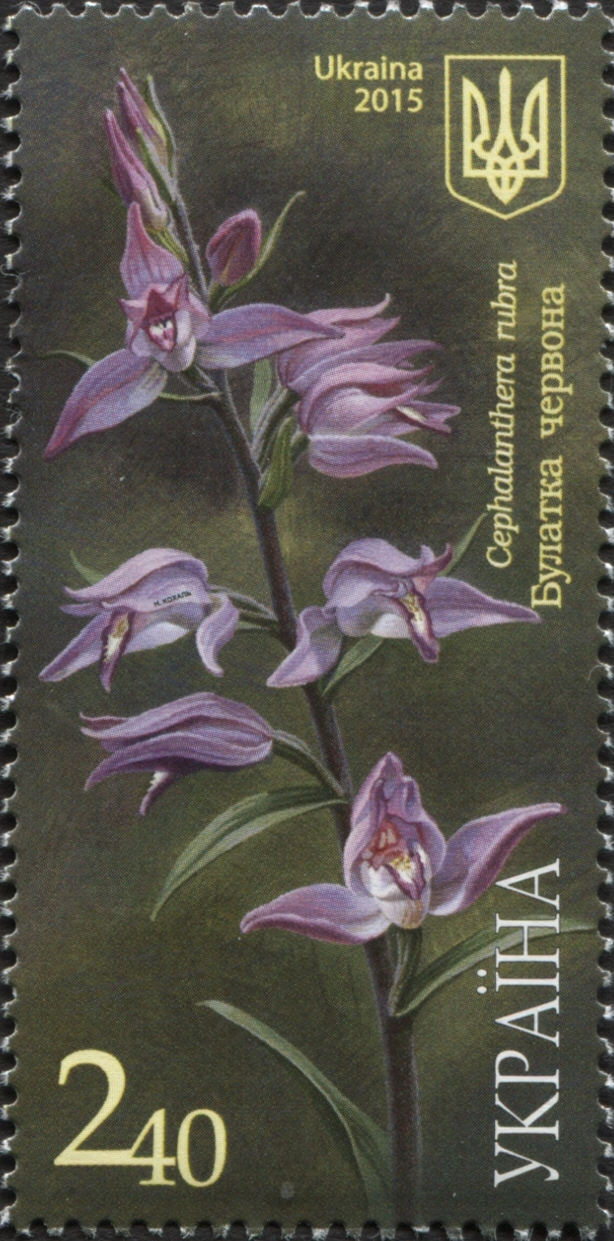
«Булатка червона Cephalanthera rubra»